# Независимые демократы (группа)
Независимые демократы — группы депутатов-одномандатников демократической/либеральной ориентации, действовавшие в Государственной думе II и IV созывов.

## Независимые демократы в Госдуме II созыва
На выборах в Государственную думу II созыва из всех демократических партий и блоков преодолеть заградительный барьер смогла только партия «Яблоко». Другие демократические силы, среди которых были блок «Демократический выбор России — объединённые демократы» (ДВР—ОД), «Вперёд, Россия!», Блок Памфилова — Гуров — Владимир Лысенко, Партия экономической свободы, «Общее дело», Блок «89» («89 регионов России»), смогли провести своих представителей в Госдуму только по одномандатным округам.
Сразу после выборов, уже в декабре 1995 года, депутат от ДВР—ОД Сергей Юшенков начинает работу по созданию широкого объединения «демократов» и «центристов» под рабочим названием «Межрегиональная депутатская группа» (МДГ). Предполагалось, что в группу войдёт не менее 35 человек, что позволит ей официально зарегистрироваться. Группа была создана 28 декабря 1995 года 17 депутатами. Учредительное собрание состоялось 5 января 1996 года, на нём присутствовали около 20 депутатов. Позже к ним присоединились ещё 2 человека, но к началу первой сессии только что избранной Думы в группе осталось всего 13 депутатов, из них 9 представляли блок ДВР—ОД, по два человека «Демократическую Россию» и Партию экономической свободы. В результате, не набрав нужного для регистрации количества членов, МДГ к концу января 1996 года прекратила свою деятельность. На выборах Председателя Думы большая часть группы голосовала в первом туре за В. П. Лукина, во втором — за И. П. Рыбкина.
После провала с созданием объединённой группы думцев-демократов, депутаты-одномандатники, избранные при поддержке блока «ДВР—ОД», создали свою группу, названную «Демократический выбор России», которая также из-за малой численности осталась незарегистрированной. Группа занимала последовательные реформистские позиции и, не будучи проправительственно, в то же время не поддерживала партию «Яблоко» с её тотальной критикой всего сделанного правительством В. С. Черномырдина.

## Независимые демократы в Госдуме IV созыва
В 2003 году демократические партии Союз правых сил (СПС) и «Яблоко» не смогли преодолеть заградительный барьер на выборах в Госдуму IV созыва по многомандатному округу. По одномандатным округам было избрано четыре депутата от «Яблока» и три от СПС, а также популярные региональные политики демократического направления. В этих условиях ряд независимых депутатов во главе с Владимиром Рыжковым, объявили о намерении создать депутатскую группу либеральной направленности с рабочим названием Союз демократических сил.
Планы по созданию группы депутатов-демократов не были реализованы. Все три депутата избранные от СПС и один от «Яблока» вошли во фракцию «Единая Россия», Три оставшихся «яблочника», лидер блока «Новый курс — автомобильная Россия» Виктор Похмелкин и 3 независимых депутата-одномандатника решили создать свою группу. В своей работе либеральная депутатская группа была намерена сотрудничать с другими фракциями, а также с правительством, а в своём законотворчестве опираться на Институт Гайдара и Центр Явлинского.
В конце 2007 года трое членов группы, Оксана Дмитриева и бывшие «яблочники» Г. П. Хованская и С. А. Попов, были избраны в Думу по списку «Справедливой России», М. М. Задорнов (с 2005 года член РПР) ушёл в бизнес, В. В. Похмелкин в 2007 году баллотировался в Госдуму по списку партии «Гражданская сила», В. А. Рыжков, уже будучи руководителем лишённой регистрации партии РПР-ПАРНАС, в выборах в Госдуму 2007 и 2011 годах не участвовал.